# 北の宿から (映画)
『北の宿から』（きたのやどから）は、1976年（昭和51年）11月6日に公開された日本の映画。監督は市村泰一。

## 概略
都はるみのヒット曲である北の宿からを元に、北の宿を舞台とし、三人の女による三者三様の女心を映画化したものである。

## スタッフ
- 監督：市村泰一
- 製作：松竹撮影所
- 脚本：ジェームス三木、篠崎好
- 音楽：小林亜星
- 撮影：小杉正雄

## キャスト
- 高宮純子：中野良子
- 東畑勉：田村正和
- リエ：原田美枝子
- すみ子：都はるみ
- マー坊：下條アトム
- 高宮哲男：岡田英次
- 高宮伊都子：鳳八千代
- 東畑玲子：東てる美
- 有坂秀司：有川博
- 太田巡査:小林亜星